# 信义礁
信义礁是位于中国南沙群岛东南部的一个椭圆形环礁，在仁爱礁南约18海里。长9公里，宽约4.5公里。环礁完整，礁湖水深，无礁门。
信义礁东端礁坪上发育有小沙洲, 呈椭圆形, 南北长26.5m, 东西宽15m, 顶面高出高潮水痕1m, 或高出礁坪2.5m, 不长植物。
1935年中华民国水陆地图审查委员会公布的名称为“汤姆斯第一滩”，1947年中华民国内政部方域司公布的名称为信义暗沙，1983年中华人民共和国中国地名委员会公布的标准名称为“信义礁”。中国渔民向称“双挑”或“双担”，西方文献一般称为或。
1987年，中国南沙综合科考队对南沙群岛进行综合调查，曾登陆信义礁，并留下了中国石碑和标识物。后标识物被菲律宾军队破坏和移除。